# کریوایا (سینیتسا)
کریوایا (به صربی: Krivaja) یک منطقهٔ مسکونی در صربستان است که در سینیتسا واقع شده‌است. کریوایا ۱۱ نفر جمعیت دارد.